# Belinda de Lucy
Belinda Claire De Camborne Lucy (Sheffield, 15 ottobre 1976) è una politica britannica di Reform UK, europarlamentare della IX legislatura fino al 31 gennaio 2020.

## Biografia

### Famiglia
Il suo bisnonno era Edward Selby Little, un missionario in Cina che era co-fondatore della spa Guling nel Jiangxi. Secondo le sue stesse dichiarazioni, parla mandarino.

### Carriera politica
De Lucy ha votato per la Brexit nel 2016. Supporta anche la campagna Brexit Leave Means Leave e Ladies for Leave. Alle elezioni europee del 2019, ha corso per il Partito della Brexit per il collegio elettorale dell'Inghilterra sud-orientale. Era al quarto posto nella lista del suo partito ed è stata eletta come uno dei quattro parlamentari del suo collegio elettorale. Al Parlamento europeo è stata membro della commissione per i diritti della donna e l'uguaglianza. Ha anche fatto parte della delegazione per la cooperazione parlamentare con la Russia.

### Vita privata
È sposata con Raymond McKeeve e ha quattro figli.